# Sondaggio (statistica)
Il sondaggio è un metodo statistico, volto a valutare le proporzioni di diverse caratteristiche di una popolazione a partire dallo studio di una parte della popolazione, chiamata campione. Le proporzioni sono determinate con dei margini di errore, soggetti ad attenti studi per verificarne la veridicità.

## Teoria
Sia un campione aleatorio di grandezza {\displaystyle n} e   {\displaystyle {\bar {x}}}  la media. Il teorema del limite centrale dice che se {\displaystyle n} è grande allora {\displaystyle {\bar {x}}} segue approssimativamente una distribuzione normale con media {\displaystyle \mu } (la media della popolazione) e varianza   {\displaystyle {\frac {\sigma ^{2}}{n}}}  dove   {\displaystyle \sigma ^{2}}   è la varianza degli elementi della popolazione (e {\displaystyle \sigma } la sua deviazione standard). L'intervallo di confidenza al 95% è   {\displaystyle {\bar {x}}\pm 1.96\;{\frac {\sigma }{\sqrt {n}}}}  . Questo intervallo può essere calcolato se si conosce {\displaystyle \sigma ^{2}}. Lo stimatore senza bias è   {\displaystyle {\hat {\sigma }}^{2}={\frac {ns^{2}}{n-1}}}   dove {\displaystyle s^{2}} è la varianza degli elementi del campione e {\displaystyle s} la sua deviazione standard . L'intervallo di confidenza diventa allora   {\displaystyle {\bar {x}}\pm 1.96\;{\frac {s}{\sqrt {n-1}}}} .
Si {\displaystyle n} è piccolo e la popolazione segue una legge normale allora l'intervallo di confidenza si ottiene utilizzando la distribuzione di Student.

## Esempio
Si desidera calcolare il contenuto medio di vitamina C nelle arance rosse. L'analisi di un campione aleatorio di 100 arance rivela un contenuto medio di 60 mg (per 100 g di frutto) con una deviazione standard di 5 mg. L'intervallo di confidenza al 95% è allora:
{\displaystyle 60\pm 1.96\;{\frac {5}{\sqrt {99}}}=\left\{{\begin{matrix}60+1.96\;{\frac {5}{\sqrt {99}}}=60.98\\60-1.96\;{\frac {5}{\sqrt {99}}}=59.02\end{matrix}}\right.}
Si può concludere che, con una confidenza del 95%, il contenuto medio di vitamina C si trova tra 59.02 mg e 60.98 mg.
Un'analisi di 100 arance può costare troppo cara. Se si prendono solo 10 arance e si suppone che la distribuzione della vitamina C segue una legge di Student allora l'intervallo di confidenza è:
{\displaystyle 60\pm 2.228\;{\frac {5}{\sqrt {9}}}=\left\{{\begin{matrix}60+2.228\;{\frac {5}{\sqrt {9}}}=63.71\\60-2.228\;{\frac {5}{\sqrt {9}}}=56.29\end{matrix}}\right.}